# Machimus laevis
Machimus laevis är en tvåvingeart som beskrevs av Becker 1923. Machimus laevis ingår i släktet Machimus och familjen rovflugor. Inga underarter finns listade i Catalogue of Life.